# الحركة الوطنية للطبيعة والتنمية
الحركة الوطنية للطبيعة والتنمية هي حزب سياسي أخضر ثانوي في الجزائر. في انتخابات الجمعية الوطنية الشعبية التي جرت في 17 مايو 2007، فاز الحزب بـ2.00٪ من الأصوات و7 مقاعد من 389 مقعدا.